# Drusilasaura
Drusilasaura ("ještěr Drusily (Ortize de Zarate)"; mladého dobrovolníka, který pomohl fosilii objevit) byl rod velkého sauropodního dinosaura, možná představitele kladu Lognkosauria (v rámci skupiny Titanosauria).

## Popis
Lopatka tohoto sauropoda měřila 143 centimetrů na délku, což je o 30% více než u příbuzného rodu Mendozasaurus (ale méně než u obřích rodů Futalognkosaurus nebo Puertasaurus). Dosahoval zřejmě hmotnosti kolem 15 000 kilogramů. Holotyp nese označení MPM-PV 2097(/1-19) a představuje fosilii neúplné kostry, objevené v sedimentech souvrství Bajo Barreal v provincii Santa Cruz (Patagonie, Argentina). Typový druh D. deseadensis byl popsán v roce 2011.